# Harpactea cecconii
Harpactea cecconii là một loài nhện trong họ Dysderidae.
Loài này thuộc chi Harpactea. Harpactea cecconii được Wladislaus Kulczynski miêu tả năm 1908.